# Chiesa di Santa Maria in Vepretis
La chiesa di Santa Maria in Vepretis è una chiesa cattolica romana in stile barocco situata nella città di San Ginesio.

## Storia
Chiesa medievale di cui si hanno notizie dopo il 1290 e ristrutturata nel 1608 dal Cardinale Giovanni Evangelista Pallotta, fu sede di molti ordini religiosi cattolici. I primi sono stati i monaci cistercensi, seguiti dai benedettini, gli Osservanti, i Padri Domenicani e nel XVII secolo i Frati di San Francesco Caracciolo. La loro venuta fu fondamentale per il luogo, perché ebbero il compito di insegnare filosofia e promuovere la scienza e letteratura agli abitanti locali. Vi restarono fino al 1990. Nel convento della chiesa si recava il Magistrato che aveva il compito di scegliere tra gli artigiani per il controllo del mestiere e il Collegio il cui compito era quello di formare i funzionari per la giustizia e addetti alla medicina di base. Come confermano gli statuti, fin dal 1292 all'interno si riunivano numerosi medici del Collegio dei Dottori. Nel 1720 Padre Giraldi vi fondò l'Accademia degli Stellati, un'istituzione per promuovere lo studio delle scienze e delle lettere.
La chiesa, si trova vicino alla sede della Residenza Sanitaria per Anziani (RSA) e all'Azienda Sanitaria Unica Regionale (ASUR), ubicate presso l'ospedale civico che in origine era il convento della chiesa. Le opere d'arte e gli oggetti di prestigio al suo interno furono portate via il 27 febbraio 2017, a causa dello sciame sismico del 2016 che danneggiò la chiesa.

## Architettura
Costruita in laterizio e suddiviso in due fasce sovrapposti, il primo diviso in tre parti presenta un portale quadrangolare e il secondo, metà del primo, presenta una finestra. L’interno è diviso in un'unica navata con tetto a capriate e sei cappelle laterali. L'altare è incorniciato da due colonne di ordine corinzio, con decorazioni in stucco e sculture di Cipriano Morelli. Nella parte sinistra della chiesa è presente il campanile, con cella e una cuspide a pianta ottagonale.

## Pittura
Nel presbiterio è possibile ammirare un coro in noce su cui è posta una pala raffigurante l’Assunzione arcaica della Vergine, collocabile tra il 1570 ed il 1660, attribuita a Carlo Maratta. L'interno della chiesa presentava, fino alla seconda metà del XVIII secolo, una tela raffigurante San Francesco di Tiziano Vecellio, poi misteriosamente scomparsa, presumibilmente da Napoleone Bonaparte, quando San Ginesio era territorio della Repubblica Romana.